# Joyce Sims
Joyce Sims (Rochester, 6 agosto 1959 – 13 ottobre 2022) è stata una cantautrice statunitense.

## Biografia
Nel 1986 Joyce Sims firmò un contratto per la Sleeping Bag Records. Negli anni 80 piazzò sette singoli nella Official Singles Chart britannica, raggiungendo la posizione migliore con Come into My Life, alla 7ª posizione. Nel 1987 il suo album di debutto Come into My Life raggiunse la 5ª posizione nel Regno Unito, mentre All About Love, uscito due anni più tardi, si fermò alla 64ª. Nel 2014 pubblicò il disco Love Song, includente un duetto con Maxi Priest.

## Discografia

### Album in studio
- 1987 – Come into My Life
- 1989 – All About Love
- 2006 – A New Beginning
- 2014 – Love Song

### Raccolte
- 2008 – Come into My Life: Her Greatest Hits
- 2009 – Come into My Life: The Very Best of Joyce Sims

### Singoli
- 1986 – All and All
- 1987 – Lifetime Love
- 1987 – Come into My Life
- 1987 – Walk Away
- 1988 – Love Makes a Woman
- 1989 – Looking for a Love
- 1989 – Take Caution with My Heart
- 1990 – All About Love
- 1994 – Who's Crying Now?
- 2004 – Praise His Name
- 2006 – What the World Needs Now
- 2012 – Running Back to You
- 2012 – Saving All My Love